# Nová Ves nad Váhom
Nová Ves nad Váhom je naseljeno mjesto u okrugu Nové Mesto nad Váhom u  Trenčínskom kraju u Slovačkoj.

## Stanovništvo
| Godina:     | 1993. | 2003.   | 2013.   | 2023.   |
| ----------- | ----- | ------- | ------- | ------- |
| Broj ljudi: | 542   | 506     | 545     | 560     |
| Razlika:    |       | -6,64 % | +7,70 % | +2,75 % |

| Godina:     | 2022. | 2023.   |
| ----------- | ----- | ------- |
| Broj ljudi: | 557   | 560     |
| Razlika:    |       | +0,53 % |

Prema podacima o broju stanovnika iz 2023. godine naselje je imalo 560 stanovnika.

## Vanjske poveznice
|  | Zajednički poslužitelj ima još gradiva o temi Nová Ves nad Váhom |

- Službena stranica naselja (sl.)